# سياسة في 1973

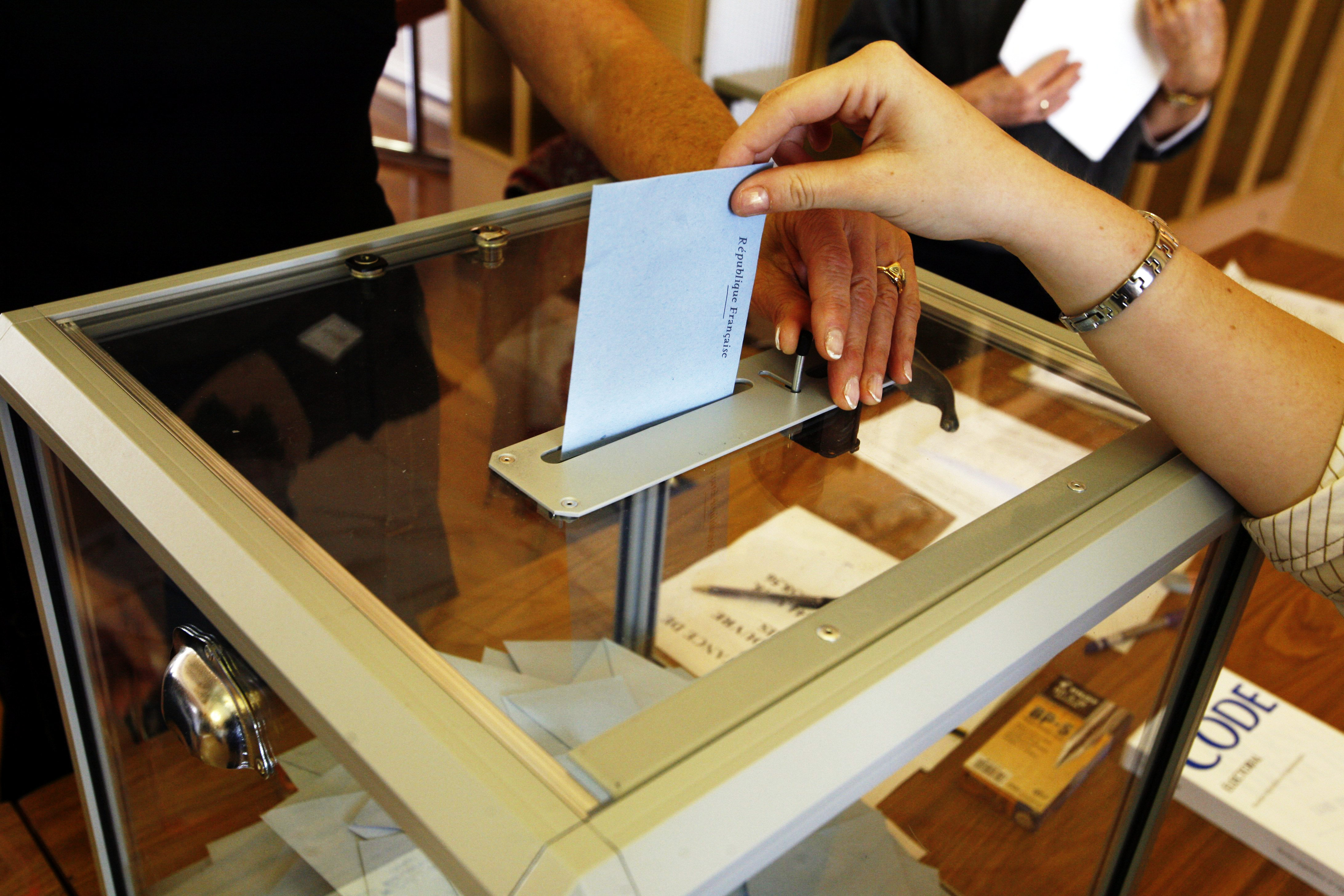

القوائم التالية للأحداث التي حدثت خلال عام 1972 في السياسة
- أغسطس -سحب ستة بنسات من الاستخدام العام في المملكة المتحدة بمناسبة نهاية فترة العشرية.
- 24 سبتمبر - غينيا البرتغالية تعلن استقلالها عن البرتغال باسم غينيا بيساو .[1]
- 18 أكتوبر - تريجفي براتيلي يحل محل لارس كورفالد رئيسا لوزراء النرويج. [2]
- 18 ديسمبر -رئيس وزراء الدنمارك أنكر يو ريغنسن يستقيل ويحل محله بول هارلنغ .[3]